# Monumenta musicae Byzantinae
Monumenta musicae Byzantinae (Памятники византийской музыки; принятое сокращение — MMB) — серия академических изданий, посвященная нотированным источникам по музыкальной культуре Византии. 

Основана при Копенгагенском университете в 1935 году Карстеном Хёгом. Тома серии подготовлены ведущими специалистами в области музыкальной византинистики: Э. Веллесом, Г.Ю.В. Тильярдом, Л. Тардо, О. Странком и др.
Публикации делятся на несколько типов: факсимиле рукописных памятников; транскрипции в пятилинейной нотации (с ритмизацией и использованием знаков артикуляции); современные историко-теоретические исследования.